# آسینان
آسینان یک ترشی (در آب‌شور یا سرکه) سبزیجات یا میوه است که معمولاً در اندونزی پیدا می‌شود.واژه‌ی آسین یک کلمه‌ی اندونزیایی برای نمکی بودن است که به فرایند نگه‌داری مواد خوراکی با خیساندن آن‌ها با محلول آب و نمک اشاره دارد. آسینان بسیار شبیه "روجک" است که تازه دمای سرو می‌شود، در حالی که آسینان از سبزیجات و میوه‌های نگه‌داری شده درست می‌شود. از مدل‌های مختلف آسینان در اندونزی، آسینان بتاوی و آسینان بوگور معروف‌ترین هستند.
- آسینان بتاوی : آسینان گیاهی مردم بتاوی جاکارتا، شامل کلم‌برگ چینی، کلم‌برگ، جوانهٔ لوبیا، توفو و کاهو نگه‌داری شده و در مقداری کمی سس بادام‌زمینی تند با سرکه که روی آن بادام زمینی و کروپاک ریخته‌می‌شود.
- آسینان بوگور:آسینان میوه‌ای از شهر بوگور، جاوه غربی است که از میوه‌های خام استوایی چون انبه، آب سیب، پاپایا، آمبرلا، هیکاما، جوز هندی و آناناس در سرکه شیرین، تند و شور تشکیل شده و با سس چیلی و ترشی بادام زمینی دمای سرو می‌شود.

## همچنین بنگرید به
- کیمچی
- روجاک